# Darchan (distrikt)
Darchan (mongoliska: Дархан Сум, Darhan, Дархан, Darhan Sum) är ett distrikt i Mongoliet.   Det ligger i provinsen Chentij, i den östra delen av landet, 250 km sydost om huvudstaden Ulaanbaatar.